# Meylişah Hatun
Meyl-i Şah Hatun [mejlišah] (před rokem 1615 – ?), jinými jmény Meleksima, Meylikaya, byla otrokyně a konkubína sultána Osmana II. a matka osmanského prince Şehzade Ömera.

## Život
Meylişah Hatun, jejíž rodné jméno bylo Marica (turecky: Mariça), pocházela ze Srbska. Do harému sultána byla koupena od Tatarů jako otrokyně. Byla to Mahfiruz Hatice Sultan, kdo dal Meylişah Osmanovi jako konkubínu. V té době jí bylo 13 let. Mahfiruz byla žijící sultánova matka, tedy Valide Sultan. Tento titul získaly ženy, které se dožili nástupu svého syna na trůn. Valide Sultan (v překladu „matka královna“) byla nejvyšší žena v Osmanské říši a rozhodovala o chodu celého harému; tudíž směla poslat konkubínu, která se jí líbila svému synu sultánovi.

### Narození prince Ömera
Narodil se 20. října 1621. Sultán se o narození potomka dozvěděl během cesty do Edirne a nechal po celé říši vyhlásit oslavy narození syna. Konkubínu, která syna porodila nechal zavolat do Edirne, aby svého syna mohl vidět. Při oslavách jeho narození u něj nastali zdravotní komplikace. Nic netušící lidé dále oslavovali, což se sultánovi nelíbilo. Nedlouho po narození Ömer zemřel. Někteří historikové tvrdí, že dítě umřelo na šok z výbuchu kanónů.
Princ Ömer byl zobrazen v několika Hammerových hrách, které byly o otci a jeho konkubíně, která Ömera porodila. Hammerova hra však není podle pravdy, pouze se inspiroval historií. On sám věřil, že dítě zemřelo kvůli vrozené vadě, kterou podědilo po svém otci. Şehzade Ömer byl jediné dítě, které sultán Osman II. s konkubínou Meyl-i Şah zplodil.

### Smrt
Po smrti sultána Osmana II. v roce 1622, Meylişah spolu s ostatními sultánovými potomky a jeho manželkami odešla do exilu do starého paláce. Je pohřbena spolu se sultánem v Hagia Sophia Mosque v Instanbulu.